# Pescia
Pescia és una ciutat i municipi de la província de Pistoia a la Toscana, al centre d'Itàlia, situada entre les ciutats de Lucca i Florència, a la vora del riu del mateix nom. El nom de la ciutat prové del mot llombard pehhia, que significa "riu".

## Història
Excavacions arqueològiques suggereixen que els llombards van construir el primer assentament de la ciutat a la vora del riu. Lucca va ocupar i destruir Pescia durant el segle XIII, però la ciutat es va reconstruir ràpidament. Durant tota l'edat mitjana Florència i Lucca van lluitar pel domini de la ciutat, perquè estava situada en la frontera entre les dues repúbliques. L'any 1339, després de deu anys de guerra, Florència l'ocupà.
L'economia de la ciutat era basada en el cultiu de moreres i la cria de cucs de seda. La ciutat va ser molt afectada per la pesta negra, però va superar la davallada demogràfica i econòmica que s'havia produït a finals del segle XV.
Al final del segle XVII, el gran-duc de Toscana va declarar Pescia "Ciutat del Gran Ducat de Toscana ".
Al segle XIX, la producció de seda era tan important que Pescia va ser anomenada "la petita Manchester de la Toscana". L'economia de la vila es va enfonsar després d'un conflicte comercial entre França i Itàlia (1888). El pas de Napoleó va delmar molt l'economia de la ciutat en substituir la seda per la remolatxa sucrera.
Des de 1925 els pesciatins van revifar l'econòmica amb el conreu i el comerç de flors i d'oliveres (des de finals del segle XIX). Els bombardejos durant la Segona Guerra Mundial van afectar i causar gran dany a la ciutat.

## Geografia
Pescia es troba a prop del límit nord-oest de Valdinievole (de la qual és la capital històrica), a poca distància de la frontera de la província de Pistoia amb Lucca. El seu territori s'estén per la vall del riu Pescia. Al nord del municipi, compartit amb Marliana, hi ha l'oasi de Lignana, un paratge natural adscrit al WWF on conflueixen els 4 rierols.

## Clima
A partir de la mitjana de referència de trenta anys 1961-1990, la temperatura mitjana del mes més fred, gener, se situa en 6,1 °C, mentre que la temperatura mitjana del mes més càlid, juliol, registra un valor de 24,5 °C. La precipitació mitjana anual, al voltant dels 1.200 mm i distribuïda de mitjana en 106 dies de pluja, té un mínim relatiu a l'estiu, un pic a la tardor i un màxim secundari entre l'hivern i la primavera. La humitat relativa mitjana varia del 61% al juliol al 78% al novembre i desembre; de mitjana, l'heliofania registra un valor mitjà anual de 4,5 hores diàries.

## Principals llocs d'interès
- Palazzo del Vicario (segles XIII-XIV), actual Ajuntament
- Palazzo Palagio o del Podestà (segles XII-XIII)
- Catedral de Pescia , que data potser dels segles V-VI però que després es va reconstruir diverses vegades. S'esmenta per primera vegada l'any 872, però les restes més antigues que es conserven daten del segle XIII. Alberga una tomba funerària de Raffaello da Montelupo .
- San Francesco : església gòtica del segle XIII. La capella Cardini va ser construïda en pietra serena gris segons un disseny d'Andrea Cavalcanti, deixeble de Filippo Brunelleschi ; alberga un fresc de Neri di Bicci (1458). La capella de l'absis dret té un cicle de frescos de Històries de la Verge de Bicci di Lorenzo (segle XV), mentre que a la capella esquerra hi ha una Mare de Déu amb el nen (1335) d' Angelo Puccinelli . El panell de Sant Francesc i els episodis de la seva vida (1235) de Bonaventura Berlinghieri és la representació més antiga coneguda de la iconografia de Sant Francesc.
- Palau Comunal
- Biblioteca Municipal
- Old Flower Market (1951) per la seva arquitectura moderna
- Madonna di Piè di Piazza : petit oratori d'estil renaixentista

## Economia

### Agricultura
Les activitats industrials predominants a la zona de Pescia són: la producció de flors (clavells i gerberes) i la producció de paper.
Gràcies al comerç de flors, Pescia va experimentar durant el segle XX un notable desenvolupament amb relacions i contactes per tot el món.
A la Valleriana i al llarg de la llera del riu Pescia es conreen mongetes Sorana, de pell molt fina que han obtingut la marca IGP - Indicació Geogràfica Protegida de la Comunitat Europea.
Una altra especialitat agrícola de Pescia són els espàrrecs, coneguts com a espàrreg "gegant de Pescia".

### Indústria
La producció de paper té arrels més antigues, tant que Fabriano i Amalfi competeixen pel títol de la fàbrica paperera italiana més antiga. En en aquest sentit, a Pietrabuona hi ha el Museu del Paper, mentre que a les valls de la Valleriana encara hi ha molins paperers importants.
Al terme municipal hi ha importants multinacionals papereres (Essity a Collodi) i del vidre (Verallia, grup Saint-Gobain).

### Artesania
En l'artesania, el processament del coure és encara actiu i estès per a la producció, tant d'objectes domèstics com artístics i també de panells o retaules de contingut religiós.

## Museus
- Museu del Paper de Pescia
- Museu Municipal
- Gipsoteca Libero Andreotti
- Pinacoteca de San Michele

## Agermanaments
- Nerja, Espanya
- Oullins, França